# Christa Tordy
Christa Tordy (Bréma, 1904. június 30. – Bad Saarow, 1945. április 28.) német színésznő, a szovjet Vörös Hadsereg katonái ölték meg.

## Élete
Christa Tordy, a híres osztrák színésznő Mady Christians unokatestvéreként színészi karriert csinált németországban, és rövid ideig filmcsillagá vált. Harry Liedtke filmszínész második felesége lett.

## Halála
1945. április 28-án a szovjet Vörös Hadsereg fosztogató katonái betörtek Christa Tordy és Harry Liedtke Bad Saarow-i házába. Christát a katonák megerőszakolták, majd férjével együtt meggyilkolták.

## Filmjei
- Sein großer Fall (1926)
- Der Seekadett (1926)
- Prinz Louis Ferdinand (1927)
- Die Beichte des Feldkuraten (1927)
- Die Beichte des Feldkuraten (1927)
- Das Geheimnis von Genf (1928)
- Die Sandgräfin (1928)
- Szerelem a hó alatt (Amor auf Ski) (1928)